# Joseph van Zuylen
Joseph Jacques Marie Louis van Zuylen (Luik, 2 februari 1871 - Argenteau, 10 juni 1962) was een Belgisch senator.

## Levensloop
Hij was een zoon van senator Guillaume van Zuylen en van Marie Orban de Xivry. Hij trouwde met Angèle van Caloen de Basseghem (1878-1973), dochter van Camille van Caloen de Basseghem, burgemeester van Varsenare en van Marie-Louise de Bie de Westvoorde, dochter van de burgemeester van Sint-Kruis, Jules de Bie de Westvoorde. Het echtpaar van Zuylen - van Caloen had acht kinderen, onder wie de bisschop van Luik, Guillaume-Marie van Zuylen.
In 1922 ontving Joseph van Zuylen de titel van baron, overdraagbaar bij eerstgeboorte.
Hij promoveerde tot landbouwingenieur aan de Katholieke Universiteit Leuven en werd bestuurder van vennootschappen. Hij was burgemeester van Richelle (1903-1921) en vervolgens van Argenteau (1921- ). Hij was oud-strijder van de Eerste Wereldoorlog.
Van 1921 tot 1925 was hij provincieraadslid voor Luik.
Van 1925 tot 1936 was hij katholiek senator:
- 1925-1932 verkozen voor het arrondissement Luik,
- 1932-1936 als provinciaal senator.